# (38239) 1999 OR3
1999 OR3 (asteroide 38239) é um APL. Possui uma excentricidade de 0.57706272 e uma inclinação de 9.48273º.
Este asteroide foi descoberto no dia 27 de julho de 1999 por LINEAR em Socorro.